# الربيع بن سليمان الجيزي
أبو محمد الربيع بن سليمان بن داود الأزدي الجيزي المصري أحد أصحاب الإمام الشافعي والرواة عنه، وعن إسحاق بن بشر، وعبد الله بن وهب، وعبد الله بن يوسف، وغيرهم، وعنه: أبو داود، والنسائي، وأبو بكر بن أبي داود، وأبو جعفر الطحاوي، والمعمري، والباغندي.
قال ابن يونس والخطيب: ثقة، ومات لليلتين بقيتا من ذي الحجة سنة ست وخمسين ومائتين (256هـ)، قبل الربيع المرادي بأربع عشرة سنة، وذكره الشيخ أبو إسحاق الشيرازي في الطبقات، فقال: ومنهم: الربيع بن سليمان الجيزي، ولم يزد على هذا.